# Keith Robinson (acteur)
Pour les articles homonymes, voir Keith Robinson.
Keith Robinson (né le 17 janvier 1976 à Louisville, dans le Kentucky, États-Unis) est un acteur américain.

## Biographie
Keith Robinson est né à Louisville, dans le Kentucky.

## Filmographie

### Cinéma
- 2003 : Mimic: Sentinel : Desmond
- 2004 : Fat Albert : Bill
- 2006 : Dreamgirls : C.C. White
- 2007 : This Christmas : Devean Brooks
- 2010 : Foundation :
- 2010 : Cher John : Capitaine Stone
- 2011 : 35 and Ticking : Phil
- 2012 : Dysfunctional Friends : Dennis
- 2014 : Get on Up de Tate Taylor : Baby Roy
- 2016 : All Eyez on Me de Benny Boom : Atron Gregory

### Télévision
- 2000 : Power Rangers: Lightspeed Rescue : Joel Rawlings/Green Ranger
- 2001 : Power Rangers: Time Force : Joel Rawlings/Green Ranger (1 épisode)
- 2001 : Urgences (ER) (3 épisodes)
- 2002 - 2005 : Mes plus belles années (American Dreams)
- 2002 - 2009 : Monk
- 2002 - 2006 : Half and Half (Half & Half) (2002–2006)
- 2005 : Over There
- 2008 : La Loi de Canterbury (Canterbury's Law)
- 2010 : Castle : Random Pierce (1 épisode)
- 2010 : Lie to Me : Rudy Weaver (saison 3, épisode 8)
- 2011 : Tyler Perry's House of Payne (1 épisode)
- 2011 : Love That Girl! : Maverick (multiples épisodes)
- 2016 : Saints & Sinners : Miles Calloway
- Depuis 2025 : Beyond the Gates : rôle inconnu

## Clips Vidéo
- Got Your Back (2010)